# WikiLeaks
WikiLeaks (МФА: [ˈwɪkiliːks]; от англ. wiki и leak — «утечка») — международная некоммерческая организация, которая публикует секретную информацию, взятую из анонимных источников или при утечке данной информации. Создатели сайта, который был запущен в 2006 году организацией Sunshine Press, заявили, что обладают информационной базой в 1,2 миллиона документов, которые они собрали за первый год существования сайта. Основателем, главным редактором и директором WikiLeaks является австралийский интернет-журналист и телеведущий Джулиан Ассанж. Единственные признанные партнёры Джулиана Ассанжа — Кристинн Храфнссон, Джозеф Фаррелл, Метью Харсфорд и Сара Харрисон. Храфнссон также является членом Sunshine Press Productions наряду с Ассанжем.
Целью проекта объявлена «неотслеживаемая публикация и анализ документов, ставших доступными вследствие утечки информации». Несмотря на своё название, Wikileaks не является вики-сайтом: читатели, не обладающие соответствующим разрешением, не могут менять его содержание. Но стать анонимным источником информации может любой, кто ей располагает и пришлёт в «редакцию».
Организация опубликовала ряд важных документов, после чего информация из этих документов появилась на первых полосах газет. Ранние публикации включали такие документы, как расходы в войне в Афганистане и отчёт о коррупции в Кении. В апреле 2010 года WikiLeaks опубликовал кадры, снятые во время багдадского авиаудара 12 июля 2007 года, на которых от обстрела вертолётом AH-64 Apache, в числе прочих, погибли журналисты Reuters, это видео известно под названием «сопутствующее убийство» (Collateral Murder). В июле того же года сайт WikiLeaks опубликовал «дневники афганской войны», сборник из более 76 900 документов о войне в Афганистане, ранее недоступных для общественности. В октябре 2010 года организация, в сотрудничестве с крупными изданиями, выпустила почти 400 тысяч документов под названием «иракское досье». В апреле 2011 года WikiLeaks опубликовал 779 секретных файлов, касающихся заключённых, содержащихся в лагере для задержанных в Гуантанамо.
Объёмные публикации на сайте WikiLeaks предваряются отредактированными выборками в ключевых СМИ.
Например, ответственным за публикацию «сливов» в «Нью-Йорк Таймс» Сульцбергера является член СМО Дэвид Сангер.
ФБР проводит проверки по некоторым материалам сайта.

## История

### Первые шаги

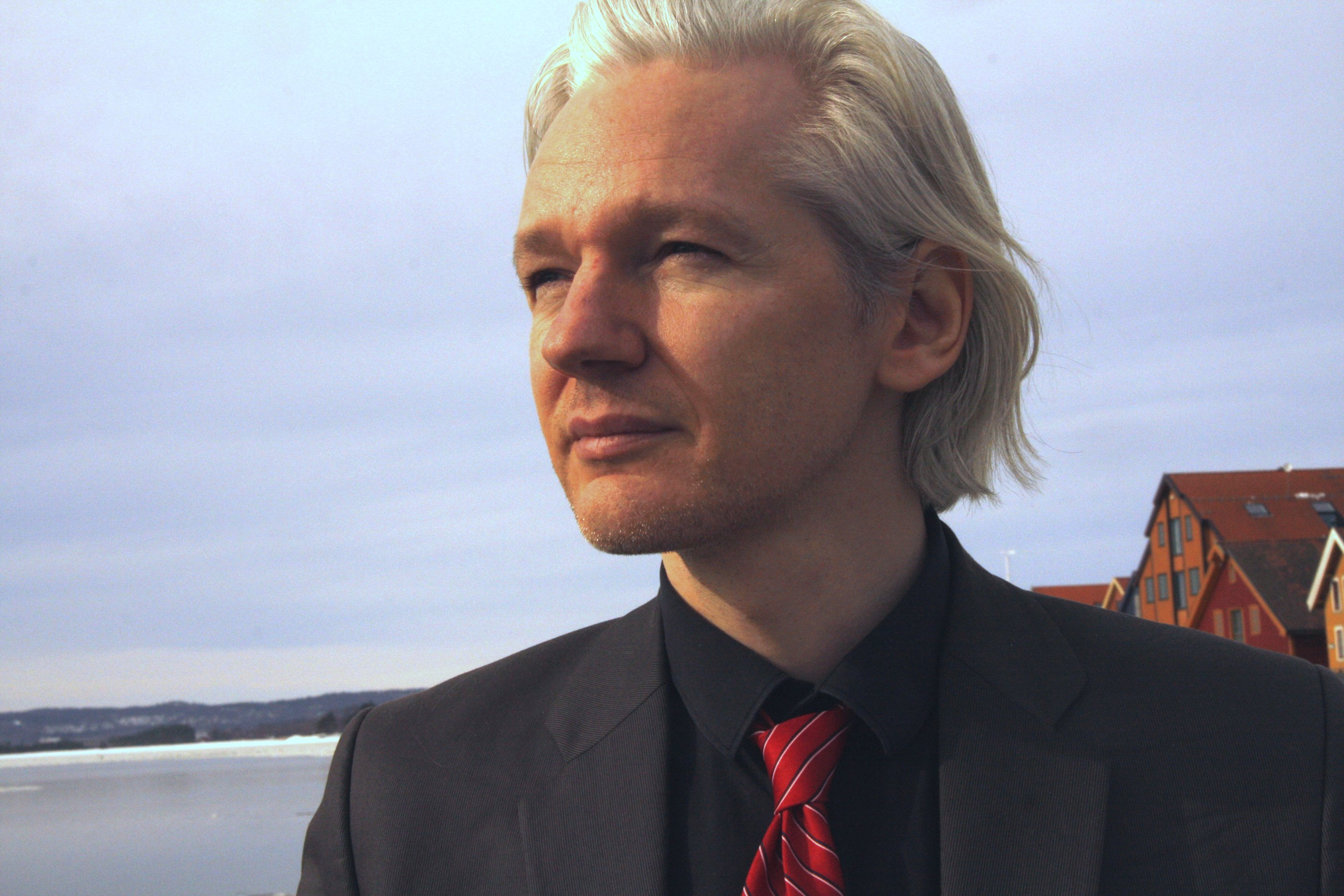
Джулиан Ассанж — один из первых участников организации и создатель веб-сайта WikiLeaks.

Доменное имя wikileaks.org было зарегистрировано 4 октября 2006. Первый документ на веб-сайте был опубликован в декабре 2006 года. Сайт был представлен широкой публике основателем WikiLeaks Джулианом Ассанжем в 2007 году. Согласно журналу Wired, волонтёр отметил, что Ассанж назвал себя в частном разговоре „сердцем и душой этой организации, её основателем, спикером, организатором, финансистом и т. д.“.
В некоторой степени, WikiLeaks полагается на волонтёров. Ранее основателями организации считались журналисты, математики и технологи из молодых организаций из США, Европы, Австралии, Южной Африки и Тайваня. Но со временем веб-сайт пришёл к более традиционной модели публикаций и больше не прибегал ни к поправкам редакторов, ни к комментариям посетителей сайта. Но если говорить о 2009 годе, сайт имел более 1200 зарегистрированных волонтёров, а также имел совещательный совет, включавший Ассанжа, его заместителя и ещё 7 человек, некоторые из которых отрицали любые связи с данной организацией.
Несмотря на название WikiLeaks, веб-сайт не использует метод публикации Wiki с мая 2010 года. Кроме того, несмотря на всем известную путаницу из-за наличия компонента wiki- как в Wikipedia, так и в Wikileaks, два этих сайта не связаны друг с другом. Wiki не является фирменным знаком. Wikia, коммерческая корпорация, входящая в состав фонда Wikimedia, действительно покупала в 2007 году несколько доменных имён, косвенно относящихся к Wikileaks (включая wikileaks.com и wikileaks.net).

### Цели
Если цитировать веб-сайт WikiLeaks, то его цель состоит в том, чтобы «донести важные новости и информацию до общественности… Одно из главных направлений деятельности нашей организации заключается в публикации первоисточника параллельно с нашими новостями таким образом, чтобы читатели и историки могли видеть доказательства существования правды».
Другой целью организации является убеждение журналистов и разоблачителей в том, что они не будут отправлены за решётку за предоставление любой информации. «Drop box», который работает онлайн, описан веб-сайтом WikiLeaks, как инновационный, безопасный и анонимный путь для людей, которые хотят предоставить какую-либо информацию журналистам WikiLeaks.
Во время интервью в американской телевизионной передаче «The Colbert Report» Ассанж высказал своё мнение на тему ограничения свободы слова: «Это не абсолютная свобода, но тем не менее свобода слова может направлять деятельность правительства и помогать усовершенствовать законы. Именно поэтому в Билле о правах конституции США указано то, что Конгресс не имеет права издавать такой закон, который ограничивает свободу печати. Принятие закона о печати не должно иметь ничего общего с законом, потому что фактически закон о печати превосходит, даже формирует закон. Любая конституция или статья из законодательства формируется потоком информации. Таким же образом избирается каждое правительство, основываясь на понимании людьми действительности».
Данный проект был сравнён с разоблачением Дэниэлом Эллсбергом «Документов Пентагона» в 1971 году. В США люди, которые способствуют «утечке» некоторых документов, могут быть защищены по закону. Верховный Суд США постановил, что Конституция гарантирует анонимность, по крайней мере, в контексте политической беседы. Писатель и журналист Уитли Стрибер говорил о преимуществах проекта WikiLeaks, отмечая, что «способствование утечке информации, находящейся в правительственном документе, может означать тюрьму, но тюремные сроки для этого могут быть довольно короткими. Однако есть страны, где подобное действие может привести к лишению свободы на длительный период времени или даже к смертной казни. Такое можно встретить в Китае, части Африки и Ближнего Востока».

## Публикации

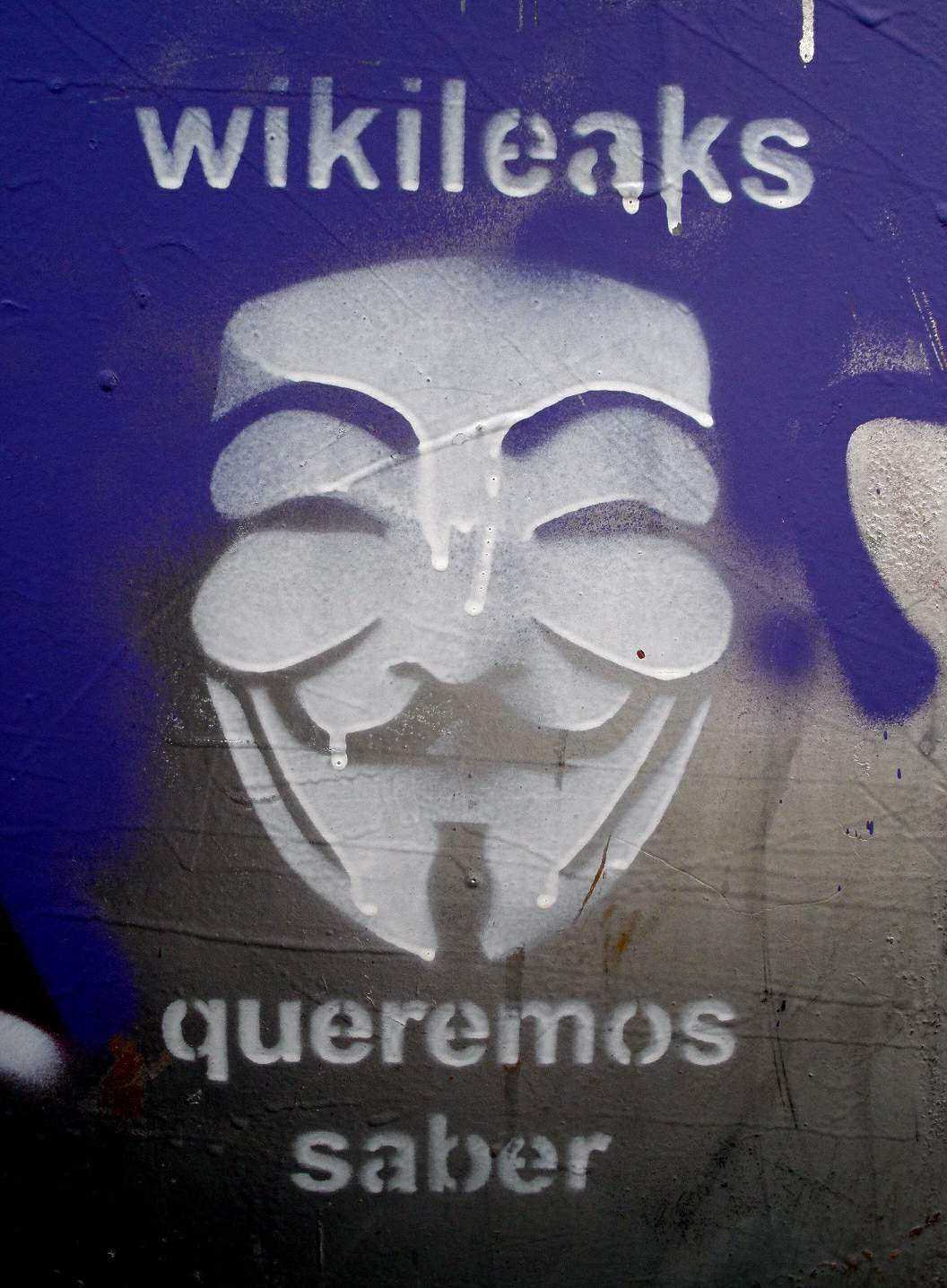
Граффити в Бильбао на испанском языке: «WikiLeaks. Мы хотим знать»

### 2006—2008
WikiLeaks опубликовал свой первый документ в декабре 2006 года. Это было решение об убийстве государственных чиновников, которое подписал сомалийский шейх Хасан Дахир Айвас. В августе 2007 года британская газета 'The Guardian' опубликовала статью о коррупции в семье бывшего кенийского лидера Даниэль арап Мои, основываясь на информации, предоставленной через Wikileaks. В ноябре 2007 года была опубликована копия руководства для тюремщиков лагеря временного содержания в Гуантанамо от марта 2003 года. Документ показал, что у Международного комитета Красного Креста не было доступа к некоторым заключённым, что до этого военные США неоднократно отрицали. В феврале 2008 года сайт выпустил заявления о незаконной деятельности в филиале швейцарского банка Julius Baer Group на Каймановых островах, в результате чего банк подал в суд. Калифорнийский суд временно приостановил работу сайта wikileaks.org, но позже отклонил требования банка, ссылаясь на первую поправку конституции США и в этом же месяце сайт снова стал доступен. В марте 2008 года сайт WikiLeaks опубликовал «собрание секретов „библии“ Саентологии», и спустя три дня получил письма с угрозами подать в суд за нарушение авторских прав. В сентябре 2008 года во время президентской избирательной кампании в США содержание почтового ящика, принадлежащего кандидату в вице-президенты США Саре Пэйлин от Джона Маккейна, было опубликовано на WikiLeaks после того, как ящик был взломан членами группы, известной как Анонимус. В ноябре 2008 года список членов ультраправой Британской национальной партии (БНФ) был размещён на сайте WikiLeaks. Год спустя, в октябре 2009 года, был опубликован ещё один список членов БНФ.

### 2009—2010
В ноябре 2009 года на сайте опубликовали 570 тысяч перехваченных сообщений, посланных на пейджеры 11 сентября 2001 года. Часть этих сообщений принадлежит высокопоставленным лицам.

#### Публикации документов о военных кампаниях США в Афганистане и Ираке
26 июля 2010 года на сайте WikiLeaks были опубликованы 92 тысячи документов, связанных с войной в Афганистане в период с 2004 по конец 2009 года. Информация из них была перепечатана ведущими мировыми изданиями — британской The Guardian, американской The New York Times и немецким журналом Der Spiegel. В этих документах, в частности, содержится ранее не сообщавшаяся информация о гибели в Афганистане мирных жителей.
Кроме того, из документов становится очевидно, что НАТО подозревает Иран и Пакистан в том, что разведслужбы обеих стран тайно оказывают поддержку афганским талибам. Более 90 тысяч опубликованных там отчётов и сообщений разведслужб о ходе конфликта в Афганистане были подготовлены на протяжении последних шести лет военной операции, в течение которых погибли более трёхсот британских и более тысячи американских военных.
Администрация США заявила, что «безответственная» утечка в СМИ тысяч файлов с секретной военной информацией может представлять угрозу для безопасности страны. Та утечка секретной информации стала, возможно, самой масштабной в истории США.
В целом из документов, к которым получили доступ журналисты, вырисовывается следующая картина (по оценке журналистов BBC Russian): силы коалиции проигрывают войну в Афганистане, военные убивают сотни мирных жителей и информация об этом не становится достоянием общественности, количество нападений со стороны талибов увеличивается, а командующие силами НАТО опасаются, что Пакистан и Иран поддерживают нестабильность в регионе.
Кроме того, согласно этим документам, талибы получили доступ к ракетам с теплонаведением, которые можно перевозить с места на место и использовать против самолётов.
По словам корреспондента Би-би-си в Кабуле Дэвида Лойна, Белый дом «в ярости» от утечки, которая может нанести серьёзный ущерб репутации американской администрации.
«Эти документы показывают, что предоставленная помощь не сработала, политические мотивы [кампании] были изначально наивны, а кроме того, они показывают, насколько сложным противником является „Талибан“. Большинство американцев до сих пор этого не понимало», — считает Лойн.
Администрация Барака Обамы подвергла жёсткой критике владельцев сайта за решение опубликовать секретные документы. Те, в свою очередь, не сообщают, кто предоставил в их распоряжение эти материалы.
23 октября 2010 года сайт опубликовал около 400 тысяч документов, посвящённых войне в Ираке. Как говорится на сайте, 391 832 военных отчёта, получившие название «Иракское досье», охватывают период с 1 января 2004 года по 31 декабря 2009 года. Первоначально данные можно было найти на сайте газеты The Guardian, однако впоследствии они были удалены. США обвиняют в утечке информации военнослужащего разведподразделения армии США Брэдли Меннинга.

#### Дипломатическая переписка США
Очередная утечка произошла в конце ноября 2010 года, когда на сайте появилось более 250 тысяч писем дипломатов США. Среди прочих данных, стало известно, что лидеры Саудовской Аравии обращались с просьбой к США об авиаударе по Ирану, также стали известны многочисленные неформальные характеристики мировых лидеров.
Администрация США заявила, что документы наносят вред национальной безопасности и внешней политике США. Однако многие эксперты и исследователи говорят о том, что публикации секретных документов и деятельность сайта WikiLeaks сделает современную дипломатию более открытой для публики посредством создания так называемой дипломатии в реальном времени, или live diplomacy.
В WikiLeaks отсутствуют русские переводы текстов дипломатических донесений, однако некоторые депеши переводятся энтузиастами.
WikiLeaks опубликовал список ключевых объектов других стран, жизненно важных для США.

### 2011—2016
В конце апреля 2011 года были выпущены файлы, относящиеся к тюрьме Гуантанамо. В декабре 2011 года WikiLeaks начал публикацию Spy Files. 27 февраля 2012 года WikiLeaks начал публикацию более пяти миллионов электронных писем о методах работы одного из лидеров в области частной разведки, техасской компании Stratfor.
5 июля 2012 года WikiLeaks начал публикацию сирийских файлов, более двух миллионов электронных писем от сирийских политических деятелей, министерств и связанных с ними компаний, начиная с августа 2006 года по март 2012 года. В апреле 2013 года WikiLeaks опубликовал более 1,7 млн дипломатических и разведывательных документов США, начиная с 1970-х годов. В сентябре 2013 WikiLeaks опубликовал 250 документов из более 90 компаний, разрабатывающих средства скрытого наблюдения (Spy Files 3).
13 ноября 2013 года был опубликован полный проект Транстихоокеанского партнёрства по правам интеллектуальной собственности. 10 июня 2015 года WikiLeaks опубликовал полный проект Транстихоокеанского партнёрства по охране здоровья. Согласно Sydney Morning Herald, текст соглашения регулирует государственные схемы лекарственных средств и изделий медицинского назначения и даёт большим транснациональным фармацевтическим корпорациям больше информации и контроль над национальными политиками в секторе здравоохранения.
19 июня 2015 года WikiLeaks начал публикацию саудовских дипломатических сообщений: более полумиллиона депеш и других документов от Министерства иностранных дел Саудовской Аравии, содержащих секретные сообщения из саудовских посольств по всему миру.
23 июня 2015 года WikiLeaks опубликовал документы под названием «Espionnage Elysee», которые показывали, что АНБ шпионила за французским правительством, в том числе, но не ограничиваясь, президентом Франсуа Олландом и его предшественниками Николя Саркози и Жаком Шираком. 29 июня 2015 года WikiLeaks опубликовал ещё ряд секретных документов АНБ относительно Франции, в котором подробно описан экономический шпионаж против французских компаний и ассоциаций.
В июле 2015 года WikiLeaks опубликовал документы, которые показали, что АНБ прослушивало телефонные номера немецких федеральных министерств, в том числе канцлера Ангелы Меркель, в течение многих лет, начиная с 1990-х годов.
В 2015 году на сайте были опубликованы похищенные в ноябре 2014 года документы компании Sony Pictures, которые свидетельствуют о том, что Sony Pictures — «влиятельная корпорация со связями в Белом доме, с возможностью лоббировать законы, и со связями с американским военно-промышленным комплексом».

### 2017
В 2017 году WikiLeaks опубликовало серию документов, условно названную «Убежище 7» (англ. Vault 7), которая содержит описание глобальной программы ЦРУ США для взлома электронных устройств

### 2018
В марте 2018 года посольство Эквадора в Лондоне лишило Ассанжа доступа в интернет, а также права принимать посетителей. 26 сентября новым главным редактором WikiLeaks был назначен исландский журналист Кристинн Храфнссон, о чём было сообщено в твиттер-аккаунте WikiLeaks. Храфнссон ранее занимал пост официального представителя WikiLeaks, а также занимался правовым обеспечением работы организации. В 2010 году он стал журналистом года в Исландии за вклад в публикацию WikiLeaks видеозаписи авиаудара ВВС США по Багдаду в июле 2007 года, который привёл к гибели мирных жителей и двух журналистов информационного агентства Рейтер. Бывший главред WikiLeaks Джулиан Ассанж продолжает выполнять функции издателя.

### Публикации, связанные с Россией
С начала своей работы сайт сообщал, что его главными мишенями станут репрессивные режимы в Китае, России и Центральной Евразии. В 2010 году Ассанж в интервью российской газете обещал опубликовать материалы, компрометирующие «Россию, ваше руководство и ваших бизнесменов».

## Постановление суда штата Калифорния в 2008 году
Проект известен тем, что постановлением суда штата Калифорния (США) от 18 февраля 2008 года был закрыт доступ к первоначальному адресу wikileaks.org, а регистратору Dynadot приказано исключить все DNS-записи на этот домен.
Тот же суд под председательством судьи Джефри Уайта, опираясь на Первую поправку к Конституции США и отсутствие юрисдикции американского суда, снова позволил Wikileaks находиться онлайн, а также отклонил требование банка Юлиус Байер запретить Wikileaks публикацию материалов.

## Визит Ассанжа в Швецию и ордер на его арест
В августе 2010 года Джулиан Ассанж в рамках своего визита в Швецию подписал соглашение с местной Пиратской партией о размещении части серверов Wikileaks на её площадках, что обеспечит проекту политическую поддержку на мировой арене.
В Швеции две женщины, Анна Ардин (30 лет, организатор визита Ассанжа в Швецию, была депортирована с Кубы за подрывную деятельность) и София Вилен (26 лет, фотограф) совместно обвинили Ассанжа в изнасиловании. Частное обвинение получило публичное освещение в газете «Expressen» на следующий день после подачи заявления в прокуратуру. Джулиан Ассанж объявлен в международный розыск.
Аналогичная атака была предпринята на владельца немецкого домена WikiLeaks.de Теодора Реппе (Theodor Reppe). Его дом был подвергнут обыску под предлогом хранения порнографии. Следователи требовали выдачи паролей WikiLeaks.

## Реакция Австралии
Австралийская комиссия по средствам массовой информации и коммуникациям обязала австралийских интернет-провайдеров блокировать доступ к некоторым страницам Wikileaks.

## Wikileaks для русскоговорящей аудитории
Направление Wikileaks для русскоговорящей аудитории находится в разработке. В России документы Wikileaks по соглашению с WikiLeaks публиковал и комментировал журнал «Русский репортёр». Также об официальном партнёрстве с WikiLeaks заявила «Новая газета».
- 6 декабря Пиратская партия России запустила сайт ruleaks.net c зеркалом викислив.рф (на 2017 год оба домена перекуплены и не функционируют) в зоне .рф. На сайте публиковались как собственные переводы, так и ранее опубликованные другими изданиями.
- 14 января Ruleaks.net начал сбор информации от анонимных источников для экспертной оценки и дальнейшей её публикации.
- 14 января 2011 года появилась информация, что российский домен Wikileaks выставлен на торги. Представитель отметил, что основной причиной выставления на аукцион стало «увеличение числа предложений о покупке в период с октября 2010 года»[69].

## Разногласия в Wikileaks
Как стало известно из публикаций шведской газеты «Дагенс Нюхетер», в Wikileaks возникли разногласия по способам управления сайтом. Даниэль Домшайт-Берг, Херберт Сноррасо и другие сотрудники сайта решили создать альтернативный проект — OpenLeaks, который бы работал на новых принципах. Для реализации своих планов 17 сентября 2010 года были куплены доменные имена Openleaks.org и Openleaks.net. По мнению Берга, Wikileaks перешла к «односторонней конфронтации с США».

## Противодействия WikiLeaks
После опубликования конфиденциальных американских документов, 28 ноября 2010 года сайт WikiLeaks подвергся атаке. Сайт некоторое время был недоступен пользователям. Содержатели сайта назвали причину неполадок DDoS-атакой.
Сразу после обнародования каблограмм, которыми правительство обменивалось с посольствами США в других странах, Amazon перестал предоставлять хостинг сайту WikiLeaks.
4 декабря 2010 года платёжная система PayPal заморозила учётную запись WikiLeaks. Впоследствии были заблокированы переводы через системы VISA и MasterCard. Движение Anonymous объявило войну сайтам компаний, действующих во вред сайту WikiLeaks. Сайт начал принимать пожертвования в биткойнах и лайткойнах, которые нет возможности заблокировать.
24 октября 2011 года сайт временно прекратил работу, ссылаясь на проблемы с финансированием, однако его работа в скором времени была восстановлена.
В 2017 году сайт начал принимать пожертвования в анонимной криптовалюте Zcash. В октябре 2017 года Джулиан Ассанж через Твиттер поблагодарил правительство США за стимулирование их работы с криптовалютой биткойн.

## Смена адреса WikiLeaks
В связи с закрытием хостинга wikileaks.org проект WikiLeaks вынужден переезжать с места на место. 3 декабря 2010 года сайт wikileaks.org был закрыт и переехал на http://wikileaks.ch/, а поисковик Google по запросу «wikileaks» выдаёт один из его IP-адресов, 213.251.145.96. На 20 декабря 2010 года WikiLeaks зеркалируется на 1424 сайтах. В настоящий момент официальный сайт wikileaks.org снова доступен для пользователей.
После блокировки WikiLeaks на Amazon проект переехал на сервера шведского Bahnhof.

## Критика
Публикации сайта по совпадению практически не касались Российской Федерации, с 2012 года тон высказываний WikiLeaks и Ассанжа (начавшего работу на телеканале RT) совпадали с точкой зрения властей России (оценка ситуации на Украине в 2014 году, выхода Великобритании из ЕС, обвинения НАТО и США в нарушении прав человека, критика публикации панамских документов). Согласно анализу журналистов New York Times, публикации Wikileaks дискредитировали действия Саудовской Аравии и Турции в моменты повышенной напряжённости в отношениях с Россией.

## Мобильные приложения для WikiLeaks
18 декабря 2010 года приложение для Apple iOS российского разработчика Игоря Баринова было одобрено цензорами Apple App Store. Но уже 21 декабря 2010 года Wikileaks app было удалено из каталога приложений.
22 декабря 2010 года российская студия iRafa выпустила приложение для чтения сайта WikiLeaks для Android. Суть приложения заключается в возможности чтения статей на сайте WikiLeaks и ленты в Twitter по хештегу #WikiLeaks. Есть возможность поделиться ссылкой на статью в социальных сетях или отправить её по электронной почте. Приложение работает на любых Android-устройствах с версией ОС 1.6 и выше.
Целью выпуска приложений является сбор пожертвований в Фонд Защиты WikiLeaks и Джулиана Ассанжа.

## Фильмы о WikiLeaks
- «Пятая власть» (англ. The Fifth Estate) — фильм, который повествует об истории взаимоотношений между основателем международного социального сетевого проекта WikiLeaks — Джулианом Ассанжем и его сторонником и в конечном итоге коллегой Даниэлем Домшайт-Бергом. История о том, как развивался веб-сайт, и что привело к непоправимому расколу между двумя друзьями. Дата выхода: октябрь 2013. Джулиана Ассанжа сыграл знаменитый британский актёр Бенедикт Камбербэтч.
- Underground: The Julian Assange Story.
- «Медиастан» (англ. MEDIASTAN)[81]